# Planta de Maquinaria Mecánica de Ulyanovsk
La Planta de Maquinaria y Diseños Mecánicos de Ulíanovsk, abreviado PMMU (en ruso: Ульяновск Механический Завод, Ulyanovsk Mekhanicheskiy Zavod, o UMZ) es un fabricante soviético/ruso del sector de la defensa, ahora parte del conglomerado industrial Almaz-Antey. Su fundación data del 1 de enero del año 1966, por medio del decreto del presidium soviético de esa entonces. Se encuentra localizada en las afueras de la ciudad de Ulyanovsk, en Rusia; cercana a las instalaciones de la automotriz UAZ.

## Productos

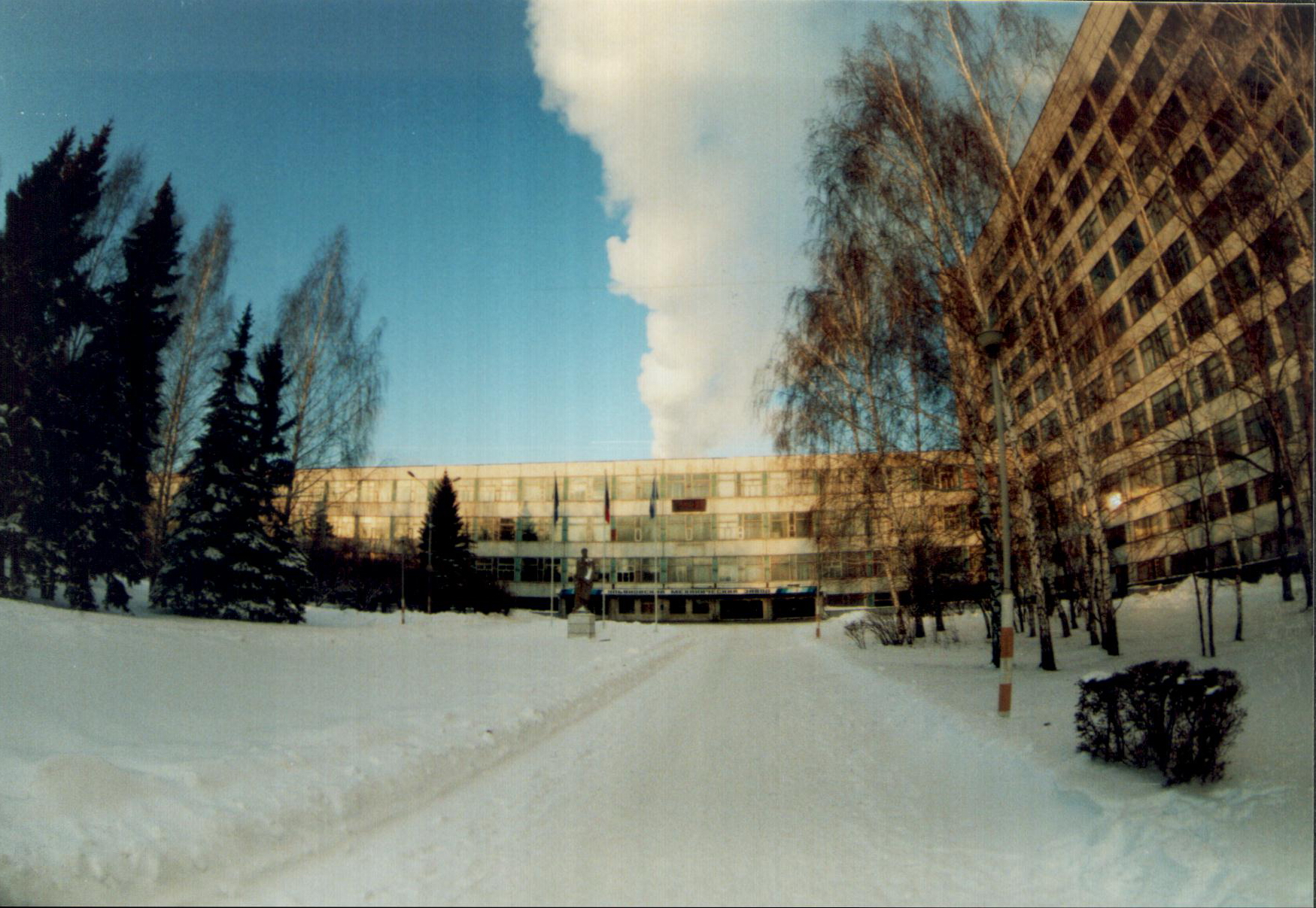
Entrada Principal de las instalaciones de la Planta de Diseño y Mecánica de Ulíanovsk.

En las instalaciones de la planta UMZ se ha llevado a cabo la producción en serie de los siguientes artículos:

### Militares
- ZSU Shilka (1966)
- 2K12 Kub, incluso en una variante para la exportación, designada como Kvadrat (1967)
- 9K37 Buk (1980)
- Tunguska-M1 (1981)
- Pantsir, solo los componentes radiotrónicos y otros subsistemas (1988)
- Orion, Ohota, solo los componentes radiotrónicos (2000)

### Uso civil
- Equipamiento médico:

- Esterilizadores polifuncionales "GP-40-2", "GP-80-2".
- dispositivo entaponador "K2", "K3SAV".
- Aparato para tratamiento de fisioterapia por impacto "Melima".
- Bolsa de embalaje para ambulancia.
- Incubadora para plaquetas (proyectada para la producción en serie).

- Equipos de suministro de combustible y complejos energéticos:

- Dispositivos de control para quemadores de calderas "Torch-3M", "Torch-3M-01".
- Dispositivos de control de calidad de aceite usado "Irene-2.2".
- Potenciador de canales a distancia "AVS" de líneas telefónicas para redes periféricas o celulares.
- Equipos de comunicación de radiofrecuencia "Comunicación-A".